# Manchester City Women's Football Club 2023-2024
Questa voce raccoglie le informazioni riguardanti il Manchester City Women's Football Club nelle competizioni ufficiali della stagione 2023-2024.

## Stagione
Nella stagione 2023-24 il Manchester City è tornato a lottare per la vittoria del campionato inglese. Dopo un buon inizio, arrivarono due sconfitte di fila alla quinta e sesta giornata. Alla settima giornata si disputò il derby di Manchester all'Old Trafford davanti a un pubblico record di 43 615 spettatori e si concluse con la vittoria del City sullo United. Questa rappresentò la prima di quattordici vittorie consecutive del City in campionato, che lo portarono fino in vetta alla classifica della Women's Super League. Il derby di ritorno si disputò alla diciassettesima giornata al City of Manchester Stadium davanti a un pubblico di 40 086 spettatori, venendo nuovamente vinto dal City per 3-1. Alla ventesima giornata, la squadra vinse 0-4 in casa del Bristol City, eguagliando il record di vittorie consecutive dell'Arsenal e portando il vantaggio sulla seconda classificata a sei punti. Alla ventunesima giornata, la squadra perse in casa contro l'Arsenal per 1-2 e le successive vittorie del Chelsea (la seconda in un recupero) portarono City e Chelsea a pari punti in testa alla classifica. All'ultima giornata entrambe le squadre vinsero, ma il primo posto e la vittoria del campionato andarono al Chelsea per la migliore differenza reti rispetto al Manchester City. Il campionato è stato, pertanto, concluso al secondo posto con 55 punti conquistati in 22 giornate, frutto di 18 vittorie, 1 pareggio e 3 sconfitte, ottenendo l'accesso al secondo turno delle qualificazioni all'UEFA Women's Champions League dopo un'annata di assenza. L'attaccante Khadija Shaw vinse la classifica delle marcatrici del torneo con 21 reti realizzate e venne poi nominata migliore calciatrice della stagione. La diciannovenne Khiara Keating, titolare per tutta la stagione, venne nominata miglior portiere del campionato, la più giovane a ricevere questo riconoscimento.
In Women's FA Cup la squadra, che era partita dal quarto turno, è stata eliminata ai quarti di finale, dove è stata sconfitta dal Tottenham dopo i tiri di rigore. In Women's FA League Cup, dopo aver superato la fase a gruppi come vincitore del proprio raggruppamento a punteggio pieno, il City è stato eliminato in semifinale, dove è stato sconfitto dal Chelsea.

## Maglie e sponsor
Lo sponsor tecnico è Puma e le tenute di gioco solo le stesse adottate dal Manchester City maschile: la divisa casalinga era stata annunciata il 19 maggio 2023, la seconda divisa il 10 agosto successivo, mentre la terza divisa venne resa pubblica il 25 luglio a Tokyo nel corso di una tournée della prima squadra maschile in Estremo Oriente.
| Casa | Trasferta | Terza divisa |

## Rosa
| N. |                        | Ruolo | Calciatrice               |
| -- | ---------------------- | ----- | ------------------------- |
| 1  | Inghilterra (bandiera) | P     | Ellie Roebuck             |
| 3  | Inghilterra (bandiera) | D     | Demi Stokes               |
| 4  | Spagna (bandiera)      | D     | Laia Aleixandri           |
| 5  | Inghilterra (bandiera) | D     | Alex Greenwood            |
| 6  | Inghilterra (bandiera) | D     | Steph Houghton (capitano) |
| 7  | Inghilterra (bandiera) | C     | Laura Coombs              |
| 8  | Australia (bandiera)   | A     | Mary Fowler               |
| 9  | Inghilterra (bandiera) | A     | Chloe Kelly               |
| 10 | Venezuela (bandiera)   | A     | Deyna Castellanos         |
| 11 | Inghilterra (bandiera) | A     | Lauren Hemp               |
| 12 | Svezia (bandiera)      | C     | Filippa Angeldahl         |
| 14 | Inghilterra (bandiera) | D     | Esme Morgan               |
| 15 | Spagna (bandiera)      | D     | Leila Ouahabi             |
| 16 | Inghilterra (bandiera) | A     | Jessica Park              |

| N. |                        | Ruolo | Calciatore       |
| -- | ---------------------- | ----- | ---------------- |
| 17 | Inghilterra (bandiera) | A     | Poppy Pritchard  |
| 18 | Paesi Bassi (bandiera) | D     | Kerstin Casparij |
| 19 | Inghilterra (bandiera) | C     | Laura Blindkilde |
| 20 | Paesi Bassi (bandiera) | A     | Jill Roord       |
| 21 | Giamaica (bandiera)    | A     | Khadija Shaw     |
| 22 | Inghilterra (bandiera) | P     | Sandy MacIver    |
| 25 | Giappone (bandiera)    | C     | Yui Hasegawa     |
| 26 | Irlanda (bandiera)     | D     | Tara O'Hanlon    |
| 30 | Inghilterra (bandiera) | C     | Ruby Mace        |
| 33 | Australia (bandiera)   | D     | Alanna Kennedy   |
| 35 | Inghilterra (bandiera) | P     | Khiara Keating   |
| 40 | Inghilterra (bandiera) | P     | Katie Startup    |
| 41 | Norvegia (bandiera)    | A     | Julie Blakstad   |

## Calciomercato

### Sessione estiva
| Acquisti | Acquisti       | Acquisti       | Acquisti      |
| R.       | Nome           | da             | Modalità      |
| -------- | -------------- | -------------- | ------------- |
| P        | Khiara Keating | Coventry Utd   | fine prestito |
| C        | Ruby Mace      | Leicester City | fine prestito |
| C        | Jill Roord     | Wolfsburg      | [ 15 ]        |
| A        | Julie Blakstad | Häcken         | fine prestito |
| A        | Jessica Park   | Everton        | fine prestito |

| Cessioni | Cessioni            | Cessioni         | Cessioni             |
| R.       | Nome                | a                | Modalità             |
| -------- | ------------------- | ---------------- | -------------------- |
| D        | Maria Francis-Jones | Burnley          | [ 16 ]               |
| C        | Jemima Dahou        | Blackburn Rovers | doppia registrazione |
| C        | Annie Hutchings     | Blackburn Rovers | doppia registrazione |
| A        | Hayley Raso         | Real Madrid      | [ 19 ]               |

### Sessione invernale
| Acquisti | Acquisti         | Acquisti        | Acquisti |
| R.       | Nome             | da              | Modalità |
| -------- | ---------------- | --------------- | -------- |
| P        | Katie Startup    | Brighton & Hove | prestito |
| D        | Tara O'Hanlon    | Peamount United | [ 21 ]   |
| C        | Laura Blindkilde | Aston Villa     | [ 22 ]   |
| A        | Poppy Pritchard  | Durham          | [ 23 ]   |

| Cessioni | Cessioni          | Cessioni | Cessioni             |
| R.       | Nome              | a        | Modalità             |
| -------- | ----------------- | -------- | -------------------- |
| C        | Emma Siddall      | Burnley  | doppia registrazione |
| A        | Julie Blakstad    | Hammarby | [ 25 ]               |
| A        | Deyna Castellanos | Bay FC   | [ 26 ]               |
| A        | Ginny Lackey      | Burnley  | doppia registrazione |

## Risultati

### Women's Super League

#### Girone di andata
| Arbitro: | Bryne |

|  |           |                    |
|  | Marcatori | 48’ Hemp 55’ Roord |

| Arbitro: | Heaslip |

|          |           |              |
| Kelly 7’ | Marcatori | 90+6’ Reiten |

| Arbitro: | Fullicks |

|                                                |           |  |
| Roord 9’, 45+2’ Aleixandri 33’ Shaw 38’, 45+6’ | Marcatori |  |

| Arbitro: | Hallam |

|  |           |           |
|  | Marcatori | 10’ Kelly |

| Arbitro: | Welch |

|                             |           |           |
| Catley 14’ Blackstenius 87’ | Marcatori | 72’ Kelly |

| Arbitro: | Pearson |

|  |           |         |
|  | Marcatori | 81’ Lee |

| Arbitro: | Foster (Galles) |

|                  |           |                             |
| Zelem 21’ (rig.) | Marcatori | 34’ Roord 35’ Hemp 55’ Shaw |

| Arbitro: | Watkins |

|                                                         |           |  |
| Shaw 23’, 32’, 38’ Roord 53’ Hemp 48’ Coombs 59’, 90+6’ | Marcatori |  |

| Arbitro: | Byrne |

|               |           |           |
| Hemp 61’, 65’ | Marcatori | 7’ Turner |

| Arbitro: | Pearson |

|           |           |                             |
| Galli 56’ | Marcatori | 9’, 22’, 65’ Shaw 25’ Roord |

| Arbitro: | Dowle |

|                                                         |           |           |
| Bonner 19’ (aut.) Shaw 32’, 45+7’, 56’ Kelly 78’ (rig.) | Marcatori | 15’ Hinds |

#### Girone di ritorno
| Arbitro: | Burgin |

|  |           |                           |
|  | Marcatori | 9’ (aut.) Turner 51’ Shaw |

| Arbitro: | Benn |

|                    |           |  |
| Hemp 82’ Kelly 85’ | Marcatori |  |

| Arbitro: | Byrne |

|  |           |          |
|  | Marcatori | 14’ Shaw |

| Arbitro: | Impey |

|                   |           |              |
| Shaw 15’ Hemp 55’ | Marcatori | 60’ Bennison |

| Arbitro: | Wilson |

|           |           |                                         |
| Lee 90+1’ | Marcatori | 27’ Hemp 40’ Fowler 69’ Shaw 78’ Coombs |

| Arbitro: | Byrne |

|                        |           |                     |
| Park 37’, 45’ Shaw 46’ | Marcatori | 74’ (aut.) Casparij |

| Arbitro: | Cross |

|                    |           |                                 |
| Keating 84’ (aut.) | Marcatori | 16’ Hemp 22’ Park 24’, 50’ Shaw |

| Arbitro: | Byrne |

|                                                 |           |  |
| Ouahabi 1’ Shaw 3’, 24’ Blindkilde 81’ Park 86’ | Marcatori |  |

| Arbitro: | Foster (Galles) |

|  |           |                                                    |
|  | Marcatori | 62’, 75’ Fowler 77’ (aut.) Rodgers 90+9’ Greenwood |

| Arbitro: | Welch |

|          |           |                         |
| Hemp 17’ | Marcatori | 89’, 90+2’ Blackstenius |

| Arbitro: | Dowle |

|          |           |                     |
| Daly 68’ | Marcatori | 21’ Fowler 77’ Hemp |

### Women's FA Cup
| Arbitro: | Simms |

|  |           |                                     |
|  | Marcatori | 7’ Coombs 38’, 69’ Roord 87’ Fowler |

| Arbitro: | Pearson |

|  |           |                |
|  | Marcatori | 74’ Aleixandri |

| Arbitro: | Dowle |

|                                        |                      |                                           |
| England 90+6’                          | Marcatori            | 6’ Fowler                                 |
| England Ayane Nildén Wang James-Turner | Tiri di rigore 4 – 3 | Greenwood Kelly Hasegawa Angeldahl Fowler |

### Women's FA League Cup

#### Fase a gruppi
| Arbitro: | Wilson |

|              |           |                   |
| Duggan 90+3’ | Marcatori | 21’ Park 47’ Shaw |

| Arbitro: | Simms |

|                                    |           |                                       |
| Bonner 45’ Flint 47’ Enderby 90+6’ | Marcatori | 33’ Angeldahl 48’ Park 69’, 81’ Kelly |

| Arbitro: | Bell |

|                                                      |                      |                                             |
| Castellanos 49’ Coombs 70’                           | Marcatori            | 41’ Cayman 44’ Howard                       |
| Greenwood Fowler Castellanos Hasegawa Roord Houghton | Tiri di rigore 3 – 4 | Rantala Petermann Whelan Cayman Cain Howard |

| Arbitro: | Impey |

|                    |           |              |
| Kelly 47’ Hemp 70’ | Marcatori | 90+5’ Parris |

#### Fase a eliminazione diretta
| Arbitro: | Fearns |

|  |           |              |
|  | Marcatori | 34’ Hasegawa |

| Arbitro: | Kitchen |

|  |           |          |
|  | Marcatori | 8’ James |

## Statistiche

### Statistiche di squadra
| Competizione          | Punti | In casa | In casa | In casa | In casa | In casa | In casa | In trasferta | In trasferta | In trasferta | In trasferta | In trasferta | In trasferta | Totale | Totale | Totale | Totale | Totale | Totale | DR  |
| Competizione          | Punti | G       | V       | N       | P       | Gf      | Gs      | G            | V            | N            | P            | Gf           | Gs           | G      | V      | N      | P      | Gf     | Gs     | DR  |
| --------------------- | ----- | ------- | ------- | ------- | ------- | ------- | ------- | ------------ | ------------ | ------------ | ------------ | ------------ | ------------ | ------ | ------ | ------ | ------ | ------ | ------ | --- |
| Women's Super League  | 55    | 11      | 8       | 1       | 2       | 33      | 8       | 11           | 10           | 0            | 1            | 28           | 7            | 22     | 18     | 1      | 3      | 61     | 15     | +46 |
| Women's FA Cup        | -     | 0       | 0       | 0       | 0       | 0       | 0       | 3            | 2            | 1            | 0            | 6            | 1            | 3      | 2      | 1      | 0      | 6      | 1      | +5  |
| Women's FA League Cup | -     | 3       | 1       | 1       | 1       | 4       | 4       | 3            | 3            | 0            | 0            | 7            | 4            | 6      | 4      | 1      | 1      | 11     | 8      | +3  |
| Totale                | -     | 14      | 9       | 2       | 3       | 37      | 12      | 16           | 15           | 1            | 1            | 41           | 12           | 31     | 24     | 3      | 4      | 78     | 24     | +54 |

### Andamento in campionato
| Giornata  | 1 | 2 | 3 | 4 | 5 | 6 | 7 | 8 | 9 | 10 | 11 | 12 | 13 | 14 | 15 | 16 | 17 | 18 | 19 | 20 | 21 | 22 |
| --------- | - | - | - | - | - | - | - | - | - | -- | -- | -- | -- | -- | -- | -- | -- | -- | -- | -- | -- | -- |
| Luogo     | T | C | C | T | T | C | T | C | C | T  | C  | T  | C  | T  | C  | T  | C  | T  | C  | T  | T  | T  |
| Risultato | V | N | V | V | P | P | V | V | V | V  | V  | V  | V  | V  | V  | V  | V  | V  | V  | V  | P  | V  |
| Posizione | 2 | 3 | 1 | 1 | 2 | 6 | 3 | 3 | 3 | 2  | 2  | 2  | 2  | 2  | 2  | 2  | 2  | 1  | 1  | 1  | 2  | 2  |

Legenda:

Luogo: C = Casa; T = Trasferta. Risultato: V = Vittoria; N = Pareggio; P = Sconfitta.

### Statistiche delle giocatrici
| Giocatore      | Women's Super League | Women's Super League | Women's Super League | Women's Super League | Women's FA Cup | Women's FA Cup | Women's FA Cup | Women's FA Cup | Women's FA League Cup | Women's FA League Cup | Women's FA League Cup | Women's FA League Cup | Totale   | Totale | Totale      | Totale     |
| Giocatore      | Presenze             | Reti                 | Ammonizioni          | Espulsioni           | Presenze       | Reti           | Ammonizioni    | Espulsioni     | Presenze              | Reti                  | Ammonizioni           | Espulsioni            | Presenze | Reti   | Ammonizioni | Espulsioni |
| -------------- | -------------------- | -------------------- | -------------------- | -------------------- | -------------- | -------------- | -------------- | -------------- | --------------------- | --------------------- | --------------------- | --------------------- | -------- | ------ | ----------- | ---------- |
| L. Aleixandri  | 21                   | 1                    | 3                    | 1                    | 3              | 1              | 0              | 0              | 5                     | 0                     | 0                     | 0                     | 29       | 2      | 3           | 1          |
| F. Angeldahl   | 13                   | 0                    | 2                    | 0                    | 2              | 0              | 0              | 0              | 5                     | 1                     | 0                     | 0                     | 20       | 1      | 2           | 0          |
| J. Blakstad    | 4                    | 0                    | 0                    | 0                    | 0              | 0              | 0              | 0              | 3                     | 0                     | 0                     | 0                     | 7        | 0      | 0           | 0          |
| L. Blindkilde  | 6                    | 1                    | 0                    | 0                    | -              | -              | -              | -              | -                     | -                     | -                     | -                     | 6        | 1      | 0           | 0          |
| K. Casparij    | 18                   | 0                    | 0                    | 0                    | 3              | 0              | 1              | 0              | 5                     | 0                     | 0                     | 0                     | 26       | 0      | 1           | 0          |
| D. Castellanos | 5                    | 0                    | 1                    | 0                    | -              | -              | -              | -              | 3                     | 1                     | 0                     | 0                     | 8        | 1      | 1           | 0          |
| L. Coombs      | 17                   | 3                    | 1                    | 0                    | 3              | 1              | 0              | 0              | 6                     | 1                     | 0                     | 0                     | 26       | 5      | 1           | 0          |
| M. Fowler      | 21                   | 4                    | 0                    | 0                    | 3              | 2              | 0              | 0              | 6                     | 0                     | 1                     | 0                     | 30       | 6      | 1           | 0          |
| A. Greenwood   | 20                   | 1                    | 4                    | 1                    | 3              | 0              | 1              | 0              | 4                     | 0                     | 1                     | 0                     | 27       | 1      | 6           | 1          |
| Y. Hasegawa    | 22                   | 0                    | 0                    | 0                    | 3              | 0              | 0              | 0              | 5                     | 1                     | 0                     | 0                     | 30       | 1      | 0           | 0          |
| L. Hemp        | 21                   | 11                   | 4                    | 1                    | 3              | 0              | 1              | 0              | 5                     | 1                     | 0                     | 0                     | 29       | 12     | 5           | 1          |
| S. Houghton    | 4                    | 0                    | 0                    | 0                    | 1              | 0              | 0              | 0              | 4                     | 0                     | 0                     | 0                     | 9        | 0      | 0           | 0          |
| K. Keating     | 22                   | -15                  | 1                    | 0                    | 3              | -1             | 0              | 0              | 4                     | -4                    | 0                     | 0                     | 29       | -20    | 1           | 0          |
| C. Kelly       | 21                   | 5                    | 3                    | 0                    | 3              | 0              | 1              | 0              | 6                     | 3                     | 1                     | 0                     | 30       | 8      | 5           | 0          |
| A. Kennedy     | 17                   | 0                    | 0                    | 0                    | 1              | 0              | 0              | 0              | 2                     | 0                     | 0                     | 0                     | 20       | 0      | 0           | 0          |
| R. Mace        | 5                    | 0                    | 0                    | 0                    | 1              | 0              | 0              | 0              | 3                     | 0                     | 0                     | 0                     | 9        | 0      | 0           | 0          |
| S. MacIver     | 0                    | 0                    | 0                    | 0                    | 0              | 0              | 0              | 0              | 2                     | -4                    | 0                     | 0                     | 2        | -4     | 0           | 0          |
| E. Morgan      | 9                    | 0                    | 0                    | 0                    | 2              | 0              | 0              | 0              | 4                     | 0                     | 0                     | 0                     | 15       | 0      | 0           | 0          |
| L. Ouahabi     | 17                   | 1                    | 2                    | 1                    | 3              | 0              | 1              | 0              | 3                     | 0                     | 0                     | 0                     | 23       | 1      | 3           | 1          |
| J. Park        | 18                   | 4                    | 0                    | 0                    | 3              | 0              | 0              | 0              | 6                     | 2                     | 1                     | 0                     | 27       | 6      | 1           | 0          |
| P. Pritchard   | 0                    | 0                    | 0                    | 0                    | -              | -              | -              | -              | -                     | -                     | -                     | -                     | 0        | 0      | 0           | 0          |
| E. Roebuck     | 0                    | 0                    | 0                    | 0                    | -              | -              | -              | -              | 0                     | 0                     | 0                     | 0                     | 0        | 0      | 0           | 0          |
| J. Roord       | 11                   | 6                    | 2                    | 0                    | 1              | 2              | 0              | 0              | 4                     | 0                     | 0                     | 0                     | 16       | 8      | 2           | 0          |
| K. Shaw        | 18                   | 21                   | 0                    | 0                    | 3              | 0              | 0              | 0              | 4                     | 1                     | 0                     | 0                     | 25       | 22     | 0           | 0          |
| K. Startup     | 0                    | 0                    | 0                    | 0                    | -              | -              | -              | -              | -                     | -                     | -                     | -                     | 0        | 0      | 0           | 0          |
| D. Stokes      | 4                    | 0                    | 0                    | 0                    | 0              | 0              | 0              | 0              | 1                     | 0                     | 0                     | 0                     | 5        | 0      | 0           | 0          |